# Северо-Кавказский национальный комитет
Северо-Кавказский национальный комитет (СКНК) — коллаборационистская организация северокавказских эмигрантов, созданная в Берлине летом 1942 года. Организация была создана под эгидой бывшего посла нацистской Германии в СССР Вернера фон дер Шуленбурга, её председателем был избран Ахмед-Наби Магомедов. Она была создана одновременно с Азербайджанским, Армянским и Грузинским национальными комитетами. Комитеты обладали совещательными функциями.
В задачи комитета входило представление интересов северокавказцев перед немецкими властями, контакт и поддержка северокавказских легионеров, воюющих на стороне нацистской Германии, а также выпуск пропагандистских материалов (например, легионерской газеты «Газават», имевшей эпиграф «Аллах над нами — Гитлер с нами»).
В состав комитета вошли черкесы Клыч Султан-Гирей, Жакан и Кучук Улагай, осетины Барасби Байтуган, Тамбий Елекхоти и Алихан Кантемиров, ингуш Джамал Бей Албогачиев, чеченец Саид-Эмин (Дайдаш) Тукаев, дагестанцы Ахмед-Наби Магомедов, Д. Муратханов и Халил-бек Мусаясул. После приезда в Германию в него вошёл и чеченец Абдурахман Авторханов. С членами комитета сотрудничал, не входя в него, черкес Айтек Намитоков. Каждый член комитета получал от Восточного министерства 800 рейхсмарок денежного пособия.